# Лициний (трибун 204 пр.н.е.)
Вижте пояснителната страница за други личности с името Лициний.
Лициний (на латински: Licinius) e политик на Римската република през края на 3 и началото на 2 век пр.н.е. Произлиза от плебейския род Лицинии.
През 204 пр.н.е. той е народен трибун с още пет колеги по време на консулата на Марк Корнелий Цетег и Публий Семпроний Тудицан.